# مسجد شرواني
مسجد شرواني، أو مسجد شرواني محمد أفندي هو مسجد في غازي عنتاب، تركيا. ويقع إلى الغرب من قلعة غازي عنتاب.
وهو واحد من أقدم المساجد في المدينة، تعهد به شرواني محمد أفندي. ومما يميز المسجد أن المنبر يقع في فتحة خاصة ويمكن تحريكه خارجها لخدمات خاصة.
تضرر المسجد بالزلزال الذي هز الجنوب التركي والشمال السوري وبعض المناطق المحيطة والذي ألحق الضرر بالعديد من المباني التاريخية ومن بينها مسجد شرواني الذي تهدمت مئذنته وتضررت جدرانه.